# Triteleia peduncularis
Triteleia peduncularis är en sparrisväxtart som beskrevs av John Lindley. Triteleia peduncularis ingår i släktet Triteleia och familjen sparrisväxter. Inga underarter finns listade i Catalogue of Life.

## Bildgalleri

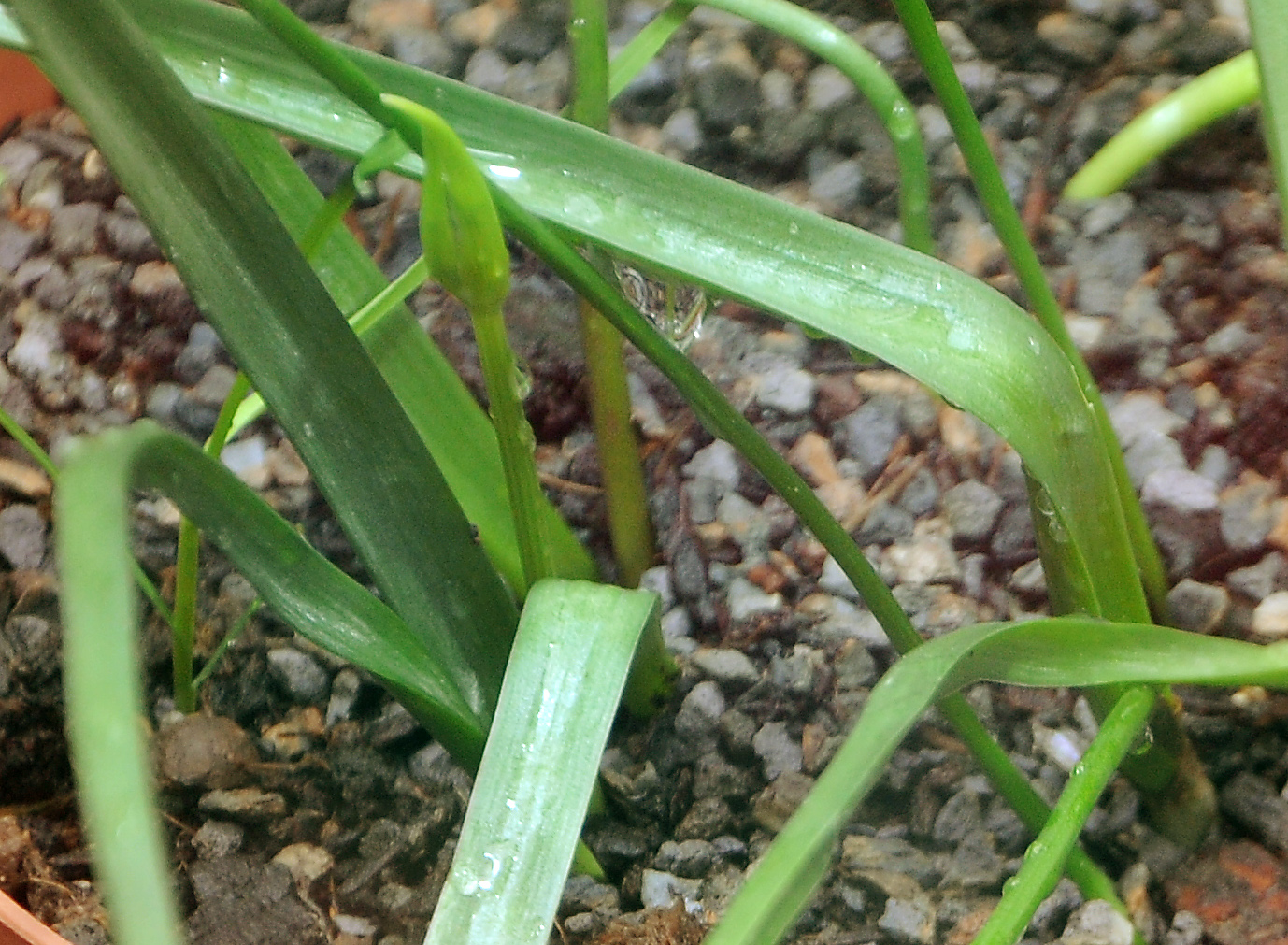
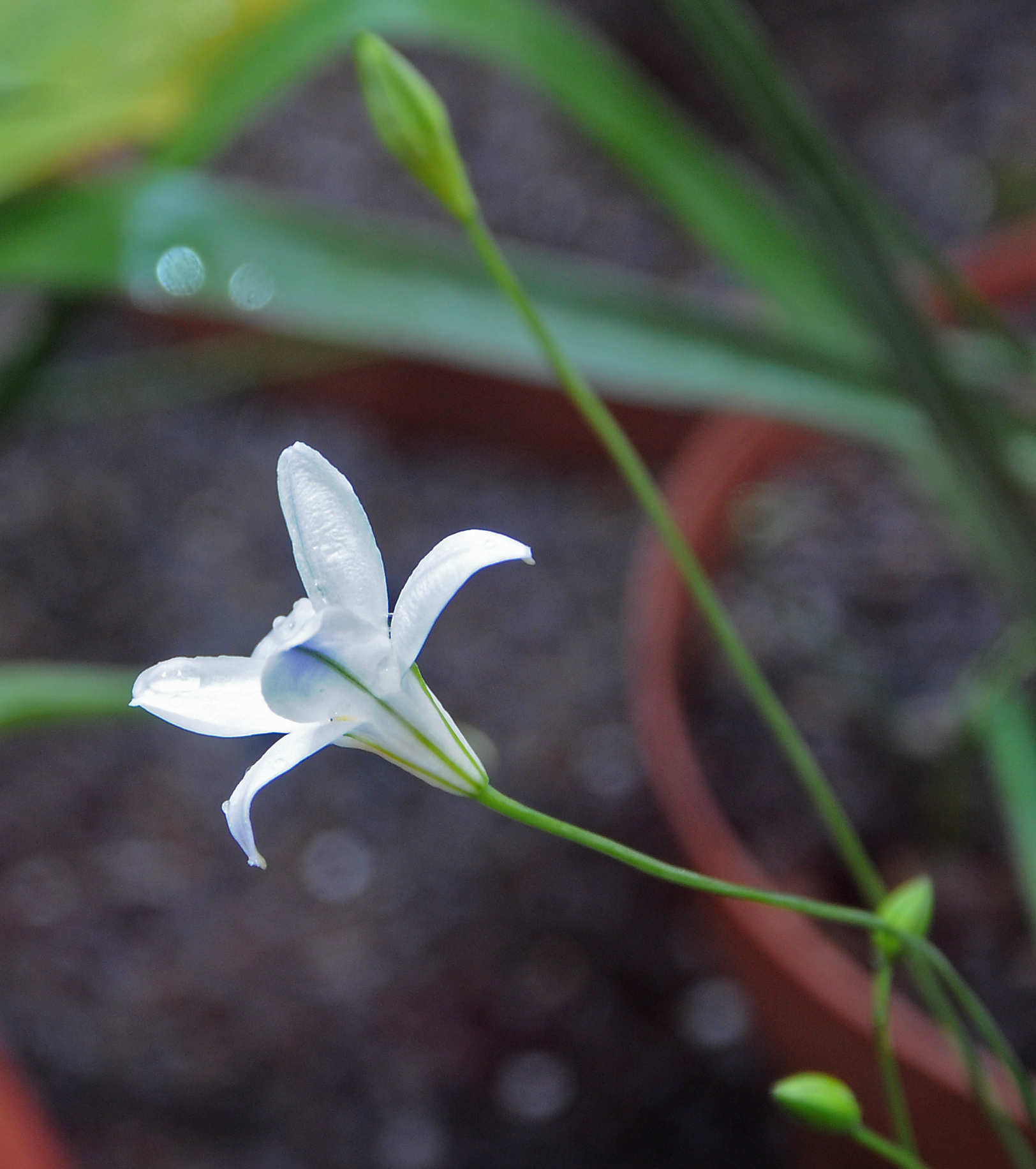